# Štefan Kališnik
Štefan Kališnik, slovenski pisatelj, dramatik, publicist, prevajalec * 15. december 1929, Godič, Kraljevina Jugoslavija; † 3. marec, 2004, Ljubljana, Slovenija.  
Znan je po svojem delu v medijski hiši Delo in reviji Naši razgledi, kjer je objavil večino od več kot 400 opravljenih intervjujev z osebnostmi iz slovenskega družbenega življenja. 
Dvanajst njegovih intervjujev je zbranih v knjigi Recite mi Erna, v kateri je zbranih 12 intervjujev s sogovorci različnih družbenih in političnih ozadij. Poleg knjige Recite mi Erna je Štefan Kališnik avtor knjige Skoraj pozabljene zgodbe, v kateri so zbrane kratke zgodbe, ki jih je objavljal v periodičnem tisku. Obe knjigi sta izšli posmrtno.  

## Dela
- Recite mi Erna. Celjska Mohorjeva družba. 2010. ISBN 978-961-218-896-2.
- Skoraj pozabljene zgodbe. Celjska Mohorjeva družba. 2006. ISBN 961-218-609-X.